# Collégiale Saint-Michel-et-Saint-Pierre de Bueil
La collégiale Saint-Michel-et-Saint-Pierre de Bueil est une ancienne collégiale située à Bueil-en-Touraine dans le département d'Indre-et-Loire, en France classée au titre des monuments historiques en 1912,.

## Historique
La collégiale Saint-Michel-et-Saint-Pierre est un monument double comprenant à l'ouest l'ancienne église paroissiale consacrée en 1512 en remplacement d'une église du XIe siècle, et à l'est la collégiale Saint-Michel, aujourd'hui église paroissiale, fondée en 1394 et lieu de sépulture de seigneurs de Bueil.